# Artemidora alpherakyi
Artemidora alpherakyi là một loài bướm đêm trong họ Geometridae.